# Elon Musk vs. Mark Zuckerberg
Az Elon Musk vs. Mark Zuckerberg egy tervezett vegyes harcművészeti mérkőzés lett volna Elon Musk és Mark Zuckerberg üzleti mágnások között.
Musk 2022 októberében vásárolta fel a Twittert. Azután kezdett viszálykodni Zuckerberggel, hogy olyan hírek láttak napvilágot, miszerint a Zuckerberg cégéhez, a Meta Platformshoz tartozó Instagram egy Twitter-alternatíván dolgozik. Musk ketrecharcra hívta ki Zuckerberget, amit Zuckerberg elfogadott. Az Ultimate Fighting Championship (UFC) elnöke, Dana White szerint mindkét férfi nagyon komolyan gondolta a küzdelmet.
A Covid19-járvány idején Zuckerberg elkezdett vegyes harcművészeteket gyakorolni, brazil dzsúdzsucura járt, és 2023 májusában fejezte be az első versenyét, miután fizetett azért, hogy újraindítsák[pontosabban?]. A kihívás után Musk és Zuckerberg is kapott edzési ajánlatokat harcosoktól, a leghíresebb Andrew Tate brit-amerikai közösségimédia-influenszer volt. Augusztusban újraindultak a tárgyalások a küzdelem megrendezéséről, többek között arról, hogy Olaszországban tartsák meg.
A harcot Zuckerberg imázsváltozásának hátterében látták, különösen a Facebook-Cambridge Analytica adatbotrányt követően.

## Háttér

### Musk–Zuckerberg-viszály
2014-ben az üzleti mágnás és a Facebook társalapítója, Mark Zuckerberg meghívta Elon Muskot az otthonába, hogy meggyőzze őt arról, túlságosan pánikhangulatot kelt a mesterséges intelligencia biztonságával kapcsolatban. Musk elutasította, és azt állította, hogy az Instagram „depresszióssá teszi az embereket”, a Facebooktól pedig „kiráz tőle a hideg”; mindkettő Zuckerberg Meta Platforms nevű cégének tulajdonában van. 2016-ban a SpaceX a Facebook megbízásából az AMOS-6 műhold segítségével internet-hozzáférést biztosított a szubszaharai Afrika egyes részeire. A rakéta felrobbant, ami fokozta a feszültséget Musk és Zuckerberg között.. 2017-ben egy Facebook Live adás során Musk „eléggé korlátozottnak” nevezte Zuckerberg mesterséges intelligencia-értését. 2017-ben a Facebook-Cambridge Analytica adatbotrány idején Musk törölte a SpaceX és a Tesla Facebook-oldalait. Ők ketten a Bloomberg Billionaires Index harmadik helyéért versengtek, amíg a Tesla, Inc. részvényeinek rallyja nem segített Musknak abban, hogy 2020 augusztusában megelőzze Zuckerberget. 2022 márciusában, hetekkel az ukrajnai orosz invázió után Musk kihívta Vlagyimir Putyin orosz elnököt egy harcra, melynek fődíja Ukrajna volt. Musk megjegyzései gúnyt váltottak ki a Roszkozmosz igazgatója, Dmitrij Rogozin és Csecsenföld vezetője, Ramzan Kadirov részéről.
2023 májusában Zuckerberg teljesítette első brazil dzsúdzsucu versenyét; állítólag több dzsúdzsucuversenyt is megnyert. 2023 májusában azt állította, hogy 40 perc alatt teljesítette a Murph Challenge-et. Júniusban a The Verge arról számolt be, hogy a Meta Platforms munkatársainak mutattak egy képet az Instagram készülő Twitter-konkurenséről, amelynek kódneve „Project 92”; A The Verge beszámolója azután született, hogy a Moneycontrol arról számolt be, hogy a Meta Platforms márciusban egy szövegalapú közösségi média alkalmazáson dolgozott.. Musk - aki 2022 októberében vásárolta meg a Twittert - ismételten gúnyolódott Zuckerberggel olyan megjegyzésekkel, mint például: „Zuck my 👅”. Chris Cox, a Meta Platforms vezető termékfelelőse egy belső megbeszélésen azt mondta az alkalmazottaknak, hogy az alkotók a Twitter egy olyan változatát akarják, amelyet „ésszerűen vezetnek”, és Musknak a Twitterrel való bánásmódjára hivatkozott.

### Kezdeti felhívás
Egy felhasználó azt írta, hogy az Instagram Twitter-versenytársa a Threads nevet fogja viselni, Musk erre azt mondta, hogy „készen áll egy ketrecharcra, ha ő [Zuckerberg] is”. Egy Twitter-felhasználó azt válaszolta, hogy Zuckerberg „most már dzsúdzsucut csinál”. Zuckerberg képernyőmentést készített egy válaszról, amelyben azt tanácsolta Musknak, hogy kezdjen el edzeni, és azt írta, hogy „küldje el a helyszínt”, nyilvánvalóan utalva Khabib Nurmagomedov orosz vegyes harcművészre, aki ugyanezekkel a szavakkal hívta ki Conor McGregort. Miután a The Verge közzétette a találkozásról szóló cikkét, Musk azt mondta: „Vegas Octagon”, utalva ezzel a nevadai Enterprise-ban található UFC Apex nevű rendezvénylétesítményre. Az Ultimate Fighting Championship (UFC) elnöke, Dana White azt mondta, hogy mindkét férfi „halálosan komolyan gondolja” a harcot. White szerint a küzdelem nagyobb lenne, mint a Floyd Mayweather Jr. vs. Conor McGregor meccs 2017-ben. Musk támogatta Joe Rogan podcastert, mint bírót. Jake Paul közösségimédia-személyiség és profi bokszoló felajánlotta, hogy népszerűsíti a küzdelmet; Paul jelenleg viszályban áll White-tal. A visszavonult vegyes harcművész Chael Sonnen a The MMA Hournak azt mondta, hogy Zuckerberg megbeszélte, hogy a UFC 300-on megküzd Muskkal, ezt az állítást azonban tagadja. White szerint minden este beszélt mindkét férfival, hogy tárgyaljanak a küzdelemről. Július 1-jére úgy tűnt, hogy a tárgyalások nagy vonalakban meghatározták az esemény körvonalait, White és három, az eseményt ismerő személy szerint, akik a The New York Timesnak nyilatkoztak.

### Edzés
A korábbi profi félnehézsúlyú kick-boxoló és közösségi médiaszemélyiség Andrew Tate felajánlotta, hogy edzi Muskot, nyilvánvalóan megtorlásul azért, mert a Meta Platforms kitiltotta őt a Facebookról és az Instagramról a Covid19-vakcina félretájékoztatása miatt; Tate akkoriban házi őrizetben volt, miután emberkereskedelemmel vádolták meg. A jelenlegi UFC nehézsúlyú bajnok Jon Jones felajánlotta, hogy edzi Zuckerberget, míg a UFC Hall of Famer Royce Gracie azt mondta, hogy ő edzi Muskot, és ezt a kijelentést három Tesla autó előtti szelfivel illusztrálta. Musk kijelentette, hogy nem edz, és Rogannek azt mondta, hogy „egyáltalán nem edzene, ha megtehetné”, bár azt mondta, hogy ha a mérkőzés formát ölt, elkezdene edzeni. Június 27-én Lex Fridman podcaster - a brazil dzsúdzsucu gyakorlója - edzést tartott Muskkal. Zuckerberg szintén Fridmannal edzett.  Musk elfogadta a korábbi vegyes harcművész Georges St-Pierre ajánlatát is, hogy eddzen vele.

## A küzdelem részletei
Zuckerberg 2023. július 27-én azt mondta az alkalmazottaknak, hogy „nem biztos, hogy [a harc] összejön” egy belső városházi ülésen, amelynek hangfelvételét a Reuters megszerezte. 2023. augusztus 5-én Musk egy sor tweetben cáfolta Zuckerberg állítását, azt állítva, hogy „egész nap súlyokat emelgetett, készülve a harcra”. Musk szerint a bevételt egy veteránok számára létrehozott jótékonysági szervezetnek fogják juttatni, és a küzdelmet a korábbi Twitteren fogják közvetíteni. Ugyanezen a napon Zuckerberg azt mondta, hogy készen áll Muskkal megküzdeni, és hogy a küzdelmet máshol kellene közvetíteni, hogy „valóban pénzt gyűjtsenek jótékony célra”. Zuckerberg augusztus 26-án javasolta a harcot, de Musk maga nem erősítette meg az időpontot.
Musk felajánlotta, hogy augusztus 14-én Zuckerberg személyes bokszringjében harcoljon; Zuckerberg nyilvánosan kijelentette, hogy „ideje továbblépni”.. Augusztus 14-én Musk egy tweetben azt állította, hogy tesztelni fogja a Tesla teljes önvezetési képességeit azzal, hogy megkéri az autóját, vigye el Zuckerberg házához a kaliforniai Palo Altóban. A Meta szóvivője, Iska Saric azt mondta a The Verge-nek, hogy Zuckerberg nem tartózkodik Palo Altóban, és hogy nem fog „harcolni valakivel, aki véletlenül megjelenik a házánál”.
Musk azt mondta, hogy a súlyát fogja kihasználni, és egy „Walrus” nevű mozdulatot fog végrehajtani, amivel egyszerűen ráfekszik Zuckerbergre. Később azt mondta, hogy a WWE koreográfiájához hasonló harci stílust fog alkalmazni.

### Helyszín
A mérkőzésre eredetileg a UFC Apexben került volna sor az amerikai Nevadában, Enterprise-ban, Musk egy tweetben javasolta, hogy a helyszínt a római Colosseumra kellene változtatni, megosztva egy linket a Monty Python Brian élete (1979) című film elején látható Colosseumi harcjelenetre. Gennaro Sangiuliano olasz kulturális miniszter a TMZ szerint megkereste Zuckerberget, hogy javasolja a helyszínt; mindkét férfit lenyűgözte az ötlet, és megkeresték White-ot. A Colosseum leromlása a földrengések és a spóliákat elvevő kőrablók miatt a Colosseum ülőhelyeit egyszerre csak néhány száz főre csökkentette, és a modern történelemben kevés nagyszabású eseménynek adott otthont. A kulturális minisztérium tagadta a meghívás kiterjesztését, és kijelentette, hogy a küzdelemnek erőszakmentesnek kell lennie, ha a Colosseumban akarják tartani.  Augusztus 11-én Musk egy tweetben azt állította, hogy beszélt Sangiulianóval, aki később kijelentette, hogy a tárgyalások nem jutottak túl a logisztikai kérdéseken. Sangiuliano szerint a küzdelmet nem Rómában tartják meg, hanem Olaszországban máshol is megrendezhetik.

## A mérkőzés előtti elemzés
A Vox szerint a mérkőzés brutális lehet, és a Welcome Back, Kotter sztárja, Ron Palillo és a Saved by the Bell sztárja, Dustin Diamond közötti küzdelemhez hasonlította a Celebrity Boxingban, amelyben Diamond legyőzte Palillót, és egy monoklival hagyta ott. A Vox is összehasonlította Zuckerberg nyilvános imázsát Muskéval, megjegyezve, hogy Musknak több fanatikus követője van. Hasonlóképpen a The Washington Post a verekedést Zuckerberg egyre inkább a megközelíthetőbb és élesebb megjelenés irányába történő elmozdulásával összefüggésben értelmezte, „Elonizációnak” nevezve azt. Bhaskar Chakravorti, a Tufts Egyetem The Fletcher Schooljának globális üzleti dékánja és közgazdász szerint Zuckerberg úgy érzi, hogy „nem tisztelik őt.” A Politico munkatársa, Nicolas Camut szerint a mérkőzés levezénylése Thierry Breton belső piaci biztos feladata lehet, aki találkozott Zuckerberggel és Muskkal, és „A végrehajtó” néven szeretne ismert lenni.
A korábbi UFC-harcos és a brazil dzsúdzsucut gyakorló Matt Serra az ügyességére alapozva tette fel a közmondásos fogadást Zuckerbergre. Nick Peet küzdősport-újságíró a BBC Radio 4 The World at One című műsorában azt mondta, hogy Zuckerberg kora és edzettsége miatt előnyben van. Greg Abbott, Texas állam kormányzója a „UFC történetének legnagyobb küzdelmének” nevezte a meccset. Maye Musk, Musk édesanyja arra biztatta, hogy „csak szavakkal” küzdjön. A DraftKings sportfogadási cég előrejelzett esélyei Zuckerberg javára álltak. Hasonlóképpen, az offshore sportfogadó BetOnline is Muskot tette esélytelenebbnek. A Total Shape szerint, bár Musk endomorf testalkata előnyös, Zuckerberg mozgékonysága és állóképessége végül is őt juttatja előnyhöz. A Paddy Power szóvivője szerint „mindketten verni fogják egymást”.

## 2023
A Joe Rogan Experience (JRE) 2023. október 31-i, #2054-es epizódjában a beszélgetés körülbelül 2 órája után Musk kijelentette, hogy továbbra is nyitott arra, hogy megküzdjön Zuckerberggel „bármikor, bárhol, bárhol, bármilyen szabályokkal” [sic]. Rogan, aki tapasztalt bunyós és kommentátor, erőltette a fittségét és felkészültségét. Musk azt válaszolta, hogy a kardio egészségi állapota „nem lesz tényező”. Később Musk azt is megjegyezte, hogy „Dana White úgy gondolja, hogy ez egy nagy jegybevételű harc lenne”.

## 2025
2025-ig a tervezett összecsapásból nem lett semmi, majd 2025. március 9-én Elon Musk Vlagyimir Putyint hívta ki egy az egy ellen küzdelemre az X-en, melynek fődíja Ukrajna.

## A populáris kultúrában
Jason Kapalka játéktervező megalkotta a Zuck vs Musk játékot, a WrestleBros böngészős játék módosított változatát. A játékban a játékosok vagy Muskot vagy Zuckerberget irányítják, és egy ketrecharcban kell megküzdeniük a másik játékossal.

## Megjegyzés
1. ↑  Körülbelül 2 óra 27 perckor a JRE podcast beszélgetésben

## Fordítás
- Ez a szócikk részben vagy egészben  az   Elon Musk vs. Mark Zuckerberg című angol Wikipédia-szócikk ezen változatának fordításán alapul.  Az eredeti cikk szerkesztőit annak laptörténete sorolja fel. Ez a jelzés csupán a megfogalmazás eredetét és a szerzői jogokat jelzi, nem szolgál a cikkben szereplő információk forrásmegjelöléseként.